# Piccoli G-men
Piccoli G-men (Penrod and Sam) è un film del 1937 diretto da William C. McGann.
La sceneggiatura firmata da Lillie Hayward e Hugh Cummings è basata sul romanzo Penrod and Sam (1916) di Booth Tarkington. È uno dei numerosi film dedicati tra il 1922 e il 1938 al personaggio di "Penrod Schofield". Dopo i due film muti usciti negli anni venti (Penrod, 1922, con Wesley Barry; e Penrod and Sam, 1923, con Ben Alexander), agli inizi degli anni trenta la Warner Bros. aveva già prodotto sullo stesso soggetto un film (Penrod and Sam, 1931, con Leon Janney) e una serie di 7 cortometraggi (Penrod, 1931-32, con Billy Hayes).
Il protagonista della nuova versione del 1937 è Billy Mauch ("Penrod"), anche se l'attore bambino dirà poi di essersi divertito ad alternarsi nella parte con il fratello gemello Bobby Mauch, come essi comunemente usavano fare a insaputa dei registi. Come negli altri film su "Penrod", il cast dei bambini è multietnico. Oltre a Harry Watson ("Sam") e Jackie Morrow ("Rodney") ci sono i piccoli attori afroamericani Philip Hurlic ("Verman") e Matthew 'Stymie' Beard ("Buzz").
Al film del 1937 la Warner Bros. farà seguire due sequel, sempre con Billy Mauch: Penrod and His Twin Brother (1938), e Penrod's Double Trouble (1938).

## Produzione
Il film fu prodotto dalla Warner Bros.

## Distribuzione
Distribuito dalla Warner Bros., il film uscì nelle sale cinematografiche USA il 28 febbraio 1937 e quindi internazionalmente.